# Winesap (manzana)
Winesap es el nombre de una variedad cultivar de manzano (Malus domestica). 
Un híbrido de manzana triploide de Parentales desconocidos, y originaria de EE. UU. Descrito por primera vez en 1817. Las frutas tienen una pulpa firme, tierna, áspera, de color blanco amarillento con un sabor dulce y subácido. Tolera la zona de rusticidad delimitada por el departamento USDA, de nivel 5.

## Sinonimia
- "American Wine Sap",
- "American Wine Sop",
- "Banana Apple",
- "Hendrick’s Sweet",
- "Holland’s Red Winter",
- "Pot Pie Apple",
- "Potpie",
- "Red Sweet Wine Sop",
- "Refugee",
- "Royal Red",
- "Royal Red of Kentucky",
- "Texan Red",
- "Wine Sop",
- "Winesop",
- "Winter Winesap".

## Historia
'Winesap' es una variedad de manzana, que probablemente surgió en el este de América del Norte a principios del siglo XIX. La variedad fue documentada por primera vez por el Dr. James Mease de Moore’s Town, Nueva Jersey (EE. UU.), en 1804 como manzana para elaborar sidra, y solo señaló que Samuel Coles la había estado cultivando durante algún tiempo en el área. No se hace mención de sus orígenes o parentesco. El célebre pomólogo William Coxe mencionó el 'Winesap' en su edición de 1817 de « "A View Of The Cultivation of Fruit Trees" » ("Una vista del cultivo de árboles frutales"), afirmando que es ". . una de nuestras mejores frutas de sidra y es muy estimada como una buena manzana para comer".
'Winesap' está cultivada en diversos bancos de germoplasma de cultivos vivos tales como en National Fruit Collection (Colección Nacional de Fruta) de Reino Unido con el número de accesión: 1951-103 y nombre de accesión: Winesap.

## Características
'Winesap' es un árbol de un vigor moderadamente vigoroso. Con frecuencia comienza a producir frutos como un árbol de tres años y da anualmente, no tan bien cuando el árbol envejece. Aclareo de la fruta necesario para evitar la sobreproducción. Tiene un tiempo de floración que comienza a partir del 4 de mayo con el 10% de floración, para el 10 de mayo tiene una floración completa (80%), y para el 18 de mayo tiene un 90% caída de pétalos.
'Winesap' tiene una talla de fruto de medio a grande; forma cónico redondo y ligeramente acanalado; con nervaduras muy débiles, y corona media; epidermis tiende a ser dura suave con color de fondo es amarillo, con un sobre color rojo intenso, casi púrpura en la cara expuesta al sol,  importancia del sobre color medio-alto, y patrón del sobre color rayado / moteado, a veces se pueden detectar rayas vagas, algunas redes de "russeting", especialmente alrededor de la cavidad del tallo. Algunas pequeñas lenticelas "russeting", "russeting" (pardeamiento áspero superficial que presentan algunas variedades) bajo; cáliz es pequeño y abierto, asentado en una cuenca estrecha y poco profunda; pedúnculo es largo y delgado, colocado en una cavidad moderadamente profunda y en forma de embudo; carne de color amarillenta con venas rojizas. De grano moderadamente fino. Crujiente y jugoso, dulce y algo ácido con un sabor picante, vino tinto y ligeramente amargo. Sin embargo, se están cultivando una serie de mutaciones de esta variedad y, aunque son llamativas, tienen un sabor algo suave, lo que le da a esta variedad una reputación que no se merece. La carne se dora rápidamente cuando se expone al aire.
Su tiempo de recogida de cosecha se inicia a finales de octubre. Se mantiene bien hasta seis meses en cámara frigorífica. Resiste el congelamiento.

## Progenie
'Winesap' tiene en su progenie como Parental-Madre, a las nuevas variedades de manzana:
- Arkansas
- Mareda
- McLiver's Winesap
- Shenandoah

'Winesap' tiene en su progenie como Desporte, a la nueva variedad de manzana:
- Dermen Winesap

## Usos
Una excelente manzana para comer en postre de mesa, también utilizada para cocinar, y en la elaboración de sidra. Hace excelentes jugos de manzana.

## Ploidismo
Triploide, polen estéril. Grupo de polinización: C, Día 11.

## Susceptibilidades
- Muy resistente al mildiu, y a la roya del manzano y del enebro,
- Algo resistente al cancro y al fuego bacteriano,
- Propenso al pudrimiento del corazón,
- Muy susceptible a la sarna del manzano.[6]